# شعب التيوس (ماهلية)

تعديل مصدري - تعديل

شعب التيوس هي إحدى قرى عزلة العرش بمديرية ماهلية التابعة لمحافظة مأرب، بلغ تعداد سكانها 30 نسمة حسب تعداد اليمن لعام 2004.